# Habitus (Biologie)

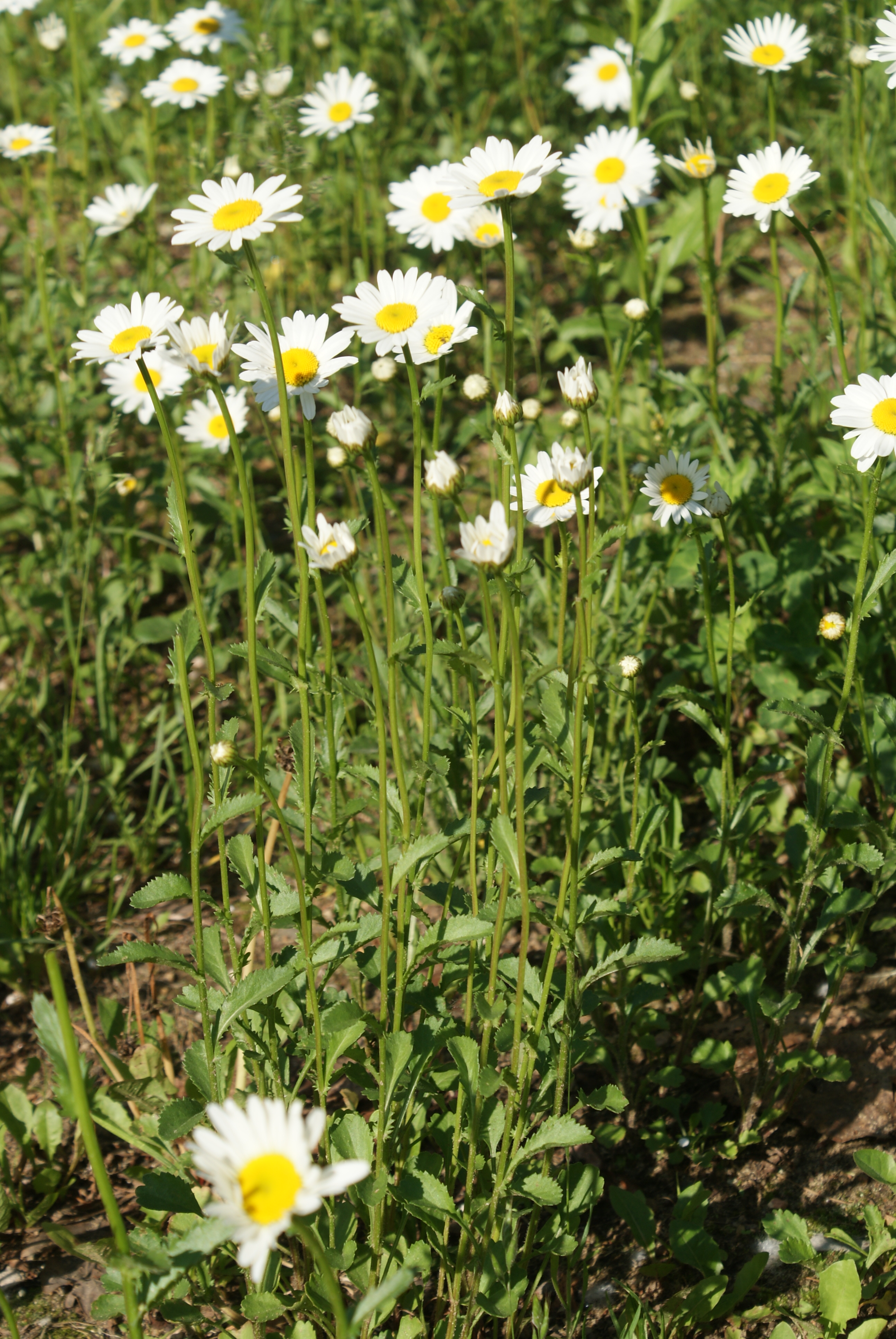
Habitus einer Magerwiesen-Margerite

Habitus (von lateinisch habere ‚haben‘ bzw. ‚an sich tragen‘) bezeichnet in der Biologie die äußere Erscheinung eines Organismus, d. h. die Gesamtheit aller wesentlichen und typischen sichtbaren Eigenarten eines Tieres, einer Pflanze oder eines Pilzes sowie ihrer Relationen und Körperproportionen. Diese Merkmale ermöglichen oft eine Bestimmung der Familien-, Gattungs- oder Artzugehörigkeit eines Lebewesens ohne Verwendung eines detaillierten Bestimmungsschlüssels („Bestimmung nach Habitus“).
Als Beispiel mag die Magerwiesen-Margerite dienen, deren Zugehörigkeit zur Familie der Korbblütler (Asteraceae) durch die typischen Merkmale der vielen, im runden Blütenstand zusammengefassten, von Zungenblüten umkränzten Röhrenblüten sichtbar wird.
Der Habitus kann innerhalb einer Art variieren (Dimorphismus) oder sich nach Geschlecht unterscheiden (Sexualdimorphismus) oder sich bei einem Individuum nach den Jahreszeiten (Saisondimorphismus), während seines Lebenszyklus, entsprechend Umgebungsbedingungen (temperaturabhängige Geschlechtsdetermination) oder infolge Erkrankungen oder Ernährungszustand (Adipositas, Hungerstoffwechsel) ändern. Änderungen des Habitus werden öfter durch epigenetische Veränderungen initiiert.
Auch beobachtbares typisches habituelles Verhalten kann als Habitus bezeichnet werden. Erlerntes Verhalten kann Habituation genannt werden.